# Ка дела Полда (Модена)
Ка дела Полда је насеље у Италији у округу Модена, региону Емилија-Ромања.
Према процени из 2011. у насељу је живело 47 становника. Насеље се налази на надморској висини од 774 м.